# TV Табачук
TV Табачук («Студія TV Табачук»; інша назва — «TVT») — колишня київська інформаційно-розважальна та публіцистична телекомпанія.

## Історія

### Продакшн-студія
26 вересня 1992 року відбулася перша поява програм студії «TV  Табачук» в українському телеефірі  на каналі «УТ-3» з інформаційних випусків «СІТ-3» (назва розшифровувалася як «Служба інформації телеканалу 3»). Згодом студія Вадима Табачука випускала новини «СІТ-30» на 30 київському телеканалі «ТЕТ», «СІТ-АНТ» для телеканалу «ТОНІС» та каналів «Асоціації Незалежного Телебачення» і, зрештою, створила свій власний телеканал. Але тоді, у вересні 1992 року, все починалося з десятихвилинних інформаційних блоків про подіях в Україні та світі. Блоки ці складалися як з сюжетів виробництва самої «Студії TV Табачук», так і сюжетів, записаних з ефіру таких телегігантів, як CNN, Deutsche Welle, ITN та озвучених українською мовою.

### Телекомпанія
26 лютого 1996 року на 7 каналі у Києві «TV Табачук» розпочинає повноцінне мовлення як телекомпанія, замінивши «Телекомпанію РТМ».
Оскільки частота 7 канала була офіційно розділена між трьома телерадіоорганізаціями — «Гравіс», «Народне Телебачення України» та «Студія TV Табачук», то поділ ефірного часу було проведено за тим же принципом шахівниці, за яким раніше було розділено 30-й («ТЕТ»/«Київ (телеканал)») та 25-й («ТОНІС»/«НАРТ») телеканали. Тобто якщо сьогодні вранці в ефірі — «Гравіс-7», то завтра — «НТУ», а післязавтра — «TV Табачук». При цьому окремі тимчасові блоки були закріплені за тими чи іншими мовниками. «TV Табачук» мав щоденний півгодинний блок о 21:00 — новини «СІТ-7».
Компанія подавала заявку на право цілодобового мовлення на 7 телеканалі у Києві та паралельно — на право мовлення на мережі УТ-3 (на якій в цей час транслювався російський Перший канал) по Україні в обсязі 18 годин на добу. Але в результаті на 7 каналі «TVT» отримав 6 годин на добу кілька днів на тиждень, а в ліцензії на УТ-3 їй відмовили повністю.
10 жовтня 1996 року Національна рада України з питань телебачення і радіомовлення призупинив ліцензію «TV Табачук» на мовлення на 7 каналі, а також права виходу на каналі «ТЕТ» програми «СІТ-30» — за поширення спотвореної інформації про діяльність регулюючого органу. Втім, ця заборона тривала недовго — через деякий час програми «Студії TV Табачук» повернулися до ефіру.
В червні 2001 року через припинення мовлення телекомпанії «Народне Телебачення України» ефір 7-го київського каналу було поділено між «Гравісом» та «TVT».
17 квітня 2002 року Національна рада України з питань телебачення та радіомовлення оголосила «ТV Табачук» переможцем конкурсу на право мовлення на 37 київському каналі, який до цього ділили телерадіокомпанії «ЮТаР» і «Заграва». 14 травня канал отримав ліцензію, а мовлення на новій частоті почалося вдень 20 червня, одразу після вимкнення «ЮТаРу». За словами члена Національного ради Юрія Шкарлата, «TV Табачук» запропонував найбільш цікаву концепцію мовлення на каналі — соціально-екологічну. Крім того, Юрій Шкарлат зазначив, що на сьогоднішній день у «ТVT» найкраща серед учасників конкурсу матеріально-технічна база.
25 серпня 2003 року телекомпанії «TV Табачук» та «Гравіс-7» призупинили мовлення в знак протесту проти виключення з найдоступнішого пакету оператора «Воля-кабель», та поновили вихід в ефір у березні 2004 року. 
Мовлення «TV Табачук» на 37 телеканалі в 2002—2004 роках не відрізнялося наявністю рейтингових програм. По суті, набір програм, що виходили на 37 каналі, практично не відрізнявся від того, що компанія раніше представляла по 7 каналі. Концепцію соціально-екологічного телеканалу так і не було реалізовано повною мірою, незважаючи на підтримку Партії Зелених України.
До кінця літа 2002 року канал випускав близько двадцяти циклів авторських програм. Директор каналу Вадим Табачук в інтерв'ю одному з київських видань з гордістю заявляв, що такої кількості авторських програм на той час не виробляла жодна телекомпанія Києва. В ефір виходили ток-шоу (у тому числі інтерактивні, з можливістю дзвінків глядачів у прямий ефір), музичні, розважальні програми, передача для дітей «Казки лірника Сашка».
Також телекомпанія продовжила новинне мовлення, представлене інформаційною програмою «СІТ», яку Вадим Табачук із гордістю називав найстарішою незалежною інформаційною програмою України. А ось фільмо- та серіалопоказ в ефірі каналу хоч і був присутній, але в дуже обмеженій кількості. 
На початку 2004 року телеканал на чолі з Вадимом Табачуком судився із Національною радою з питань телебачення та радіомовлення за 48-му частоту в Києві, на якій працював «5 канал». Засновник телекомпанії також підкреслив, що заяви лідера партії «Наша Україна» Віктора Ющенка про те, що влада намагається закрити 5-й канал, не відповідають дійсності. Табачук зазначив, що розгляд у господарському суді був насправді ініційований не владою, а ним персонально, а позов був поданий ще 2003 року. Табачук зазначив, що намагається довести в суді, що ліцензія на мовлення 5-му каналу (тоді ТРК «Експрес-Інформ») була надана Нацрадою з порушенням чинного законодавства і поза конкурсом, тоді як за законом право на користування теле- та радіочастотами надається тільки в межах конкурсу.
5 травня 2004 року телекомпанія «ТV Табачук» отримала ліцензію на право мовлення ще в одному місті — Сімферополі. Таким чином, компанія націлилася на створення всеукраїнської мережі.
Також у травні 2004 року донецька компанія «Східінвестпром» купила «TV Табачук». Сума угоди не називалася. За словами генерального директора Олександра Ілляшенка, компанія планувала розпочати мовлення у Києві та Київській області на частоті «TVT» з вересня 2004 року під новою назвою. Також планувалося  створювати корпункти та встановлювати передавачі для трансляції сигналу компанії у регіонах України. Тоді ж заговорили про швидке переформатування канала в інформаційний проект, реалізацію якого мали здійснювати менеджери, близькі до донецьких бізнес-груп.
1 листопада 2004 року «TV Табачук» припинив своє мовлення. Причиною закриття став ребрендинг та запуск нового телеканалу «НТН».

## Програми
- «СІТ» — випуски новин про події у столиці;
- «В гостях у Дмитра Гордона» (1996–2003) — інтерв’ю з людьми, які створювали історію;
- «Казки Лірника Сашка» — вечірня казка для дітей з Олександром Власюком. В якійсь мірі це була ностальгія за «дідусем Панасом»;
- «Віч-на-віч» — програма про актуальні питання тижня, вона була продовженням новин дня. Але в цій передачі глядачі конкурували з її ведучими, а своїми питаннями і коментарями глядачі неодноразово в прямому ефірі коригували запланований сценарій;
- «Pro & Contra» — програма була побудована на полярних поглядах, а її автори Віктор Циганов і Дмитро Корчинський часто заздалегідь не визначали предмет розмови — він виникав як імпровізація, тему визначав перший телеглядач, який додзвонився;
- «Кухонні пристрасті» — програма з розмовами на кулінарні теми;
- «Полтарєв-джаз» — програма, в якій ведучий представляв джазменів;
- «Алфавіт» — київський шансоньє Валерій Винарський спілкувався у прямому ефірі з телеглядачами та виконував пісні на запропоновану ними букву;
- «Моя зірка» — ток-шоу Костянтина Гнатенка;
- «Все ні про що або нічого про все» — розмовна передача, але не ток-шоу;
- «Релаксація» —  програма показувала водоспади, фонтани, схід і захід сонця, і таке інше. Метою було розслаблення для глядача і стимул побачити красу в житті, яке нас оточує[16];
- «Глобальні поради» — астрологічний прогноз від Павла Глоби;

### Інші програми
- Мовна вітальня
- Aquarium live
- Зоопарки світу
- Зустрічі з Ігорем Рао
- Планета людей
- Садиба
- Подарунок меломану
- Музика на TVT (з травня 2004 року — Кліп-мюзік)
- Автограф
- Моя зірка
- Муз завод
- Хіт-новини
- Свята США

## Логотипи
Протягом всього часу логотип телеканала був у формi трьох трикутників вмальованих один в оден та латинських літер TVT під ним. Під час трансяції інормаційної програми «СІТ» замінявся на логотип програми, який знаходився у лівому нижньому куті.
| Логотип | Опис |
| ------- | --- |
|         | З 26 лютого 1996 по 24 грудня 2002 року був лимонно-жовтого кольору. Спочатку знаходився у верхньому правому куті екрану, згодом перемістився у лівий нижній кут. Під час трансляції деяких передач знаходився у лівому верхньому куті екрану. |
|         | З 25 грудня 2002 року по 31 жовтня 2004 року був білого кольору на фоні синього шару. Знаходився у лівому нижньому куті екрану, у 2003 році перемістився у лівий верхній кут та трохи зменшився у об'ємі.                                      |